# Повернення сина
«Повернення сина» — радянський художній фільм 1977 року, знятий режисером Шарипом Бейсембаєв на кіностудії «Казахфільм».

## Сюжет
Війна надовго розлучила росіянку Євдокію із сином. Його виростила та виховала казашка Рабіга. У Казахстані Сергій знайшов будинок, близьких, роботу, свою сім'ю. Через 37 років Євдокія розшукала сина. Теплою та привітною була їхня зустріч на казахській землі. Потім вони разом поїхали на батьківщину — Рабіга наполягала на цьому: обов'зок сина — бути з матір'ю, яка дала йому життя.

## У ролях
- Лідія Смирнова — Євдокія
- Бікен Римова — Рабіга
- Віталій Гришко — Сергій
- Костянтин Воїнов — Степанович
- Юрій Горобець — Іван Петрович, голова колгоспу
- Сапаргалі Жакишев — Сапар
- Євдокія Германова — Тоня
- Світлана Меньшикова — Вероніка, продавчиня
- Олеся Іванова — Єфросинья, мати Тоні
- Анвар Боранбаєв — Кокеш, брат Сергія
- Меруерт Утекешева — Саліма, дружина Сергія
- Торша Жабаєв — Єсберген, батько Саліми
- Умірзак Асілбеков — Айдас, старший брат Сергія
- У. Нусіпжанов — Токеш, архітектор
- Михайло Васильєв — Михалич
- Олександр Лебедєв — сусід
- Ірина Мурзаєва — бабуся Тоні
- Костянтин Корольков — Михайло
- Михайло Аранишев — Єсболат
- Роза Аширбекова — Дарига, сестра Сергія
- А. Клімов — Віктор
- Л. Гожева — сусідка
- Рахметбай Телеубаєв — Бойтат, чабан
- Павло Скороходов — син Михалича

## Знімальна група
- Режисер — Шарип Бейсембаєв
- Сценаристи — Валентин Черних, Сайин Муратбеков
- Оператор — Марат Дуганов
- Композитор — Анатолій Бичков
- Художник — Віктор Ледньов